# آي فون إسلام
آي فون إسلام هو عبارة عن موقع إلكتروني عربي متخصص في مجال التطبيقات وبرامج الأجهزة الذكية وخاصة أجهزة شركة أبل مثل الآيفون والآيبود تاتش والآيباد.

## إنجازات
| العمل | السنة       |
| --- | ----------- |
| فتح مستودع برامج يعمل على Installer ليكون أول مصدر عربي لبرامج الأي-فون. | 2007        |
| أول حلول التعريب للآي فون من آي-فون إسلام وتعريب الرسائل النصية. | 2007        |
| أول لوحة مفاتيح عربية للأي-فون سهلة التثبيت عن طريق مستودع برامج موقع أي-فون إسلام. | 2007        |
| تعديل قاموس WeDict لأنتاج أول قاموس عربي إنجليزي – إنجليزي عربي للأي-فون. | 2007        |
| عربتالر (Arabtaller) أول تعريب كامل للآي-فون ومجاني. | 2008        |
| عربتالر برو (Arabtaller Pro) نسخة احترافية من تعريب آي-فون إسلام والتعريب الاحترافي الوحيد للأي-فون وعمل له تحديث لاحقاً ليتوافق مع الفيرموير 2.0 وتبعها بعد فترة إصدار (Arabtaller Plus) الذي كان أكثر برنامج مبيعاً في الوطن العربي في تلك الفترة من العام 2009. | 2008 - 2009 |
| إصدار تعديل على ملفات نظام الهاتف لإتاحة الـ GPS في مصر بعد السماح به رسمياً من السلطات المصرية. | 2009        |
| إنتاج محرك متطور للآي-فون (iFlipPage) يعمل على محاكة الكتاب الحقيقي على بيئة آي-فون. | 2009        |
| تأسيس شركة مقرها مصر – القاهرة، وضم موقع آي-فون إسلام إليها. | 2010        |
| الاستحواذ على موقع أي فاد وضمه الي موقع آي-فون إسلام. | 2010        |
| أول لوحة مفاتيح عربية للأي-باد (Arabtller iPad). | 2010        |
| إصدار برنامج لتفعيل الفيس تايم في الشرق الأوسط بعد حجب أبل للخاصية. | 2010        |
| إنجاز عالمي وتفعيل خدمة فيس تايم على هواتف 3 جي أس. | 2010        |
| ثاني إنجاز عالمي تكلمت عنه عدد من الصحف العالمية تحويل الآيباد إلى هاتف. | 2011        |
| اطلاق موقع اب-عاد موقع متخصص في تطبيقات أجهزة آبل، ليكون متجر تطبيقات للمستخدم العربي. | 2012        |

وفي 1 أبريل 2013 تم إطلاق تحديث شامل لتطبيق آي فون إسلام ليتوافق مع كافة أجهزة أبل الذكية.

### تطبيقات
| - تطبيق آي-أذكار. - برنامج آي-موون. - برنامج إلى صلاتي. - برنامج التقويم الإسلامي. - برنامج هل تعلم؟. - برنامج المصحف. - لعبة (معلوماتك الشاملة). - برنامج (This is Mohammad). - برنامج (بطاقات إسلامية). - برنامج (تكلم). - برنامج (الأسماء). - برنامج (آي4إسلام راديو). - برنامج (الأحاديث غير الصحيحة). - لعبة (الرجل المشنوق). - سلسة (مختارات الدروس والخطب)، الشيخ محمد حسين يعقوب. | - لعبة (شباب الثورة). - برنامج (مفكرتي الشخصية). - برنامج (أبو يوسف). - برنامج (الفتوى). - برنامج (اقتباس). - برنامج (الساعة الناطقة). - لعبة (كلمات متقاطعة). - تطبيق (قاموس آي-فون إسلام). - برنامج (القبلة في الواقع الافتراضي). - ودجيت التاريخ الهجري في متجر سيديا. - برنامج الفانوس. - لعبة حروف مبعثرة. - تطبيق الرسائل الملونة. - لعبة ارسم وخمن. |

### تعاون مع جهات أخرى
| الجهة                                                     | تطوير برنامج       | العام |
| --------------------------------------------------------- | ------------------ | ----- |
| التعاون مع شركة مكتوب لتطوير برنامج لصالح شركة مكتوب.     | Maktoob Dictionary | 2009  |
| التعاون مع شركة كويتية لإنتاج برنامج لتعليم ترتيل القرآن. | iTrateel           | 2009  |
| التعاون مع جمعية عمر بن الخطاب بهولندا                    | iTafsser           | 2010  |

## جوائز
| الجائزة                                                                                | العام |
| -------------------------------------------------------------------------------------- | ----- |
| فوز موقع آي-فون إسلام بجائزة هديل العالمية.                                            | 2010  |
| الفوز بالمركز الأول ببرنامج (حروف وكلمات) في مسابقة مركز جامعة قطر.                    | 2011  |
| الفوز بالمركز الأول في جائزة موبايلي للمطورين، أحسن فكرة لصالح تطبيق التقويم الإسلامي. | 2011  |
| فوز لعبة الرجل المشنوق كأفضل لعبة لعام 2011 في تصويت wamda.com.                        | 2012  |